# Gonzalo Picón-Febres
Gonzalo Picón-Febres, född 1860 i Mérida (Venezuela), död 1918, var en sydamerikansk filolog, kritiker, skald och romanförfattare.
Picón-Febres var juris professor, senator, utrikes- och inrikesminister och sitt lands konsul i New York. Han besatt omfattande bildning och hans stil är elegant och väl skolad. Av Picón-Febres arbeten kan nämnas diktsamlingarna Caléndulas (1893) och Claveles encarnados y amarillos (1895) och av prosadikter sederomanerna Fidelia (1893), Ya es hora (1895), Flor (1911), Nieve y lodo (1914) samt framför allt El sargento Felipe (1899), en av de bästa skildringar av sydamerikanskt liv. Picón-Febres publicerade även ett historiskt kritiskt arbete, Literatura veezolana en el siglo XIX (1906), ett mycket lärt och opartiskt verk, samt El libro raro (1909), ett folkloristiskt arbete av högt värde.